# 清廉潔白な国防軍
清廉潔白な国防軍（せいれんけっぱくなこくぼうぐん、ドイツ語: Saubere Wehrmacht）とは、ナチス・ドイツ時代のドイツ国防軍が、第二次世界大戦における戦争犯罪や戦争責任、さらにはホロコースト等の迫害と無関係であったとする言説。否定的な立場からは国防軍無罪論、国防軍潔白神話などとも訳される。

## 経緯
第二次世界大戦終了後、連合国は当初国防軍にも戦争責任があると考えていた。1945年8月のロンドン宣言においても、ドイツ参謀本部と国防軍最高司令部 (OKW) がゲシュタポや親衛隊同様、「犯罪的な組織」であると宣言している。一方でアメリカのOSS局長で、ニュルンベルク裁判の次席検察官に任命されていたウィリアム・ドノバン少将は、国防軍を裁くこと自体に反対していた。ドノバンはOKW統帥局次長ヴァルター・ヴァルリモントと接触し、元陸軍参謀総長フランツ・ハルダーの指導によって裁判に関わる戦史の編集を勧めた。
11月29日、ヴァルリモントとハルダー、そしてヴァルター・フォン・ブラウヒッチュ元陸軍総司令官、エーリヒ・フォン・マンシュタイン元帥は連名で国防軍の活動に関する一通の覚書を提出した。この覚書には国防軍は非政治的な存在であり、戦場における犯罪行為等は親衛隊によってなされたものであるという主張が書かれていた。この覚書が採用され、1946年9月30日には参謀本部とOKWが親衛隊やゲシュタポのような犯罪的組織ではないという判決が下った。ただし、この判決は個人としての国防軍軍人すべてを免責したわけではなく、ニュルンベルク継続裁判等の裁判では、ヴァルリモントやマンシュタインをはじめとする複数の軍人が戦争犯罪によって有罪とされている。
この国防軍が戦争犯罪に積極的に関与していないという言説は、後にアメリカ軍の戦史研究官となったハルダーの戦史執筆、マンシュタインやハインツ・グデーリアンといった将軍達の回顧録出版によって補強され、占領下のドイツ西部（アメリカ・イギリス・フランスの軍政施行域）全体に広まった。この説は冷戦下で再軍備を急ぐ西ドイツ政府にとっても有利であり、西側諸国全体にも受け入れられていった。1951年1月にはかつての連合軍司令官ドワイト・D・アイゼンハワー元帥が、戦時中にナチスと国防軍を同一視した発言を行ったことを謝罪する書簡を送っている。
1985年5月5日に、アメリカのロナルド・レーガン大統領と西ドイツのヘルムート・コール首相が、国防軍だけでなく武装親衛隊兵士も埋葬されているビットブルク軍人墓地を慰霊のため訪問したことが問題となった（ビットブルク論争）。国外では武装親衛隊兵士と国防軍兵士を同列に扱うことについて強い批判があったが、西ドイツ国内では一定の支持を得ていた。一方で1980年代にはマンフレート・メッサーシュミットといった研究者が、国防軍がナチズムの道具として使われていたということをたびたび言及している。

### 冷戦終結後の議論
冷戦が終結してドイツ統一が達成されると、国防軍の戦争犯罪に対する研究が活発となった。1995年から1999年にかけて、ハンブルク社会問題研究所が「絶滅戦争　国防軍の犯罪1941～1944」と題した巡回パネル展（ドイツ国防軍展示会）をドイツとオーストリアで開催した。このパネル展で国防軍が東部戦線においてユダヤ人の組織虐殺を行っていた事、国防軍がヒトラーの道具ではなくパートナーであった事などが主張され、ドイツを二分する激しい論争を引き起こした。
この時期、ドイツ連邦軍の兵舎に、ナチス・ドイツ期の親ナチス的な将官の名が冠せられていることも問題となった。バイエルンの兵舎の名として冠せられたエデュアルト・ディートルは、1920年代からナチズムの共鳴者であり、葬儀の際にはアドルフ・ヒトラーが「模範的な国民社会主義（ナチズム）的将校」と賞賛した事もある人物であった。これを除去するべきであるという同盟90/緑の党と与党のドイツキリスト教民主同盟との間で激しい論争が起きた。連邦軍および連邦国防省はこうした問題に態度を表明する必要に迫られ、1995年6月5日に国防軍展示会について「内容はややラディカルなものの、軍事史研究所（国防省の管轄組織）の研究成果をふまえている」という評価を行っている。また11月にはフォルカー・リューエ国防相が、「国防軍は第三帝国の組織として、その頂点において、部隊・兵士とともにナチズムの犯罪に巻き込まれた。それゆえに国防軍は、国家機関として、いかなる伝統も形作ることはできない」と国防軍について批判的な姿勢を示した。
しかし一方で、保守派はこのような動きに反発している。フランクフルター・アルゲマイネ・ツァイトゥングの歴史記事責任者ギュンター・ギレッセンは、国防軍の犯罪を示す史料がいずれも断片的で出所が明らかでなく、大部分の国防軍兵士が関与していなかった犯罪を国防軍全体のものとしているとして批判している。また元首相ヘルムート・シュミットは国防軍（灰色）と親衛隊（黒色）およびナチ党（茶色）を同一視する動きを左翼的急進主義として批判している。政治問題化した情勢を受けて連邦軍はこの論争から距離を取る姿勢を示し、リューエ国防相は軍事史研究所の職員にパネル展をめぐる議論に参加しないよう通達を出し、パネル展の開催式への出席をキャンセルしている。しかしこのような上層部の姿勢に反発し、パネル展を支持する動きも連邦軍内に存在している。
1997年4月にはドイツ連邦議会において国防軍問題に関する決議を行う動きがあった。同盟90/緑の党は「国防軍は国民社会主義システムの支柱の一つであった。国防軍は組織として国民社会主義の犯罪に関与した」という決議案を提出し、ドイツ社会民主党や民主社会党の賛成を得たものの、ドイツキリスト教民主同盟の提出による「ドイツ国防軍への従事者に対するあらゆる一方的・総括的な非難に対して断固として反対する」という決議案が賛成多数で採択された。
1999年にはパネル展の写真にソ連の内務人民委員部による殺害写真が混入しているという批判が行われ、第三者委員会による調査が行われた。3ヶ月以上に及ぶ調査の結果、内務人民委員部の殺害写真が混入していることや、連邦公文書館の管理がずさんなため、同一の写真に異なったキャプションがつけられているなどの不正確な点が発見された。また、国防軍が組織として犯罪行為に関与していたという結論自体は妥当であるが、そのレトリックが見る人々に強い反発をもたらしたと評価している。ハンブルク社会研究所はパネル展の内容を修正し、2001年から2004年にかけて再度展示が行われている。
2009年にドイツの歴史家 クリスティアン・ハルトマン は、「いわゆる『清廉潔白な』国防軍という神話について、これ以上正体を暴く必要はなくなった。国防軍の罪はあまりにも圧倒的であるために、これ以上の議論はもはや不要である」と述べている。